# Skuheř
Skuheř je vesnice v okrese Praha-východ, je součástí obce Kamenice. Nachází se asi 1 km na západ od Kamenice. Vesnicí prochází Silnice II/107. Je zde evidováno 153 adres.
Skuheř leží v katastrálním území Těptín.
V noci z 1. května na 2. května 2008 byl na okraji obce brutálně zavražděn hudebník skupin Tři Sestry a Synové výčepu, František Sahula.